# 渡辺善次郎

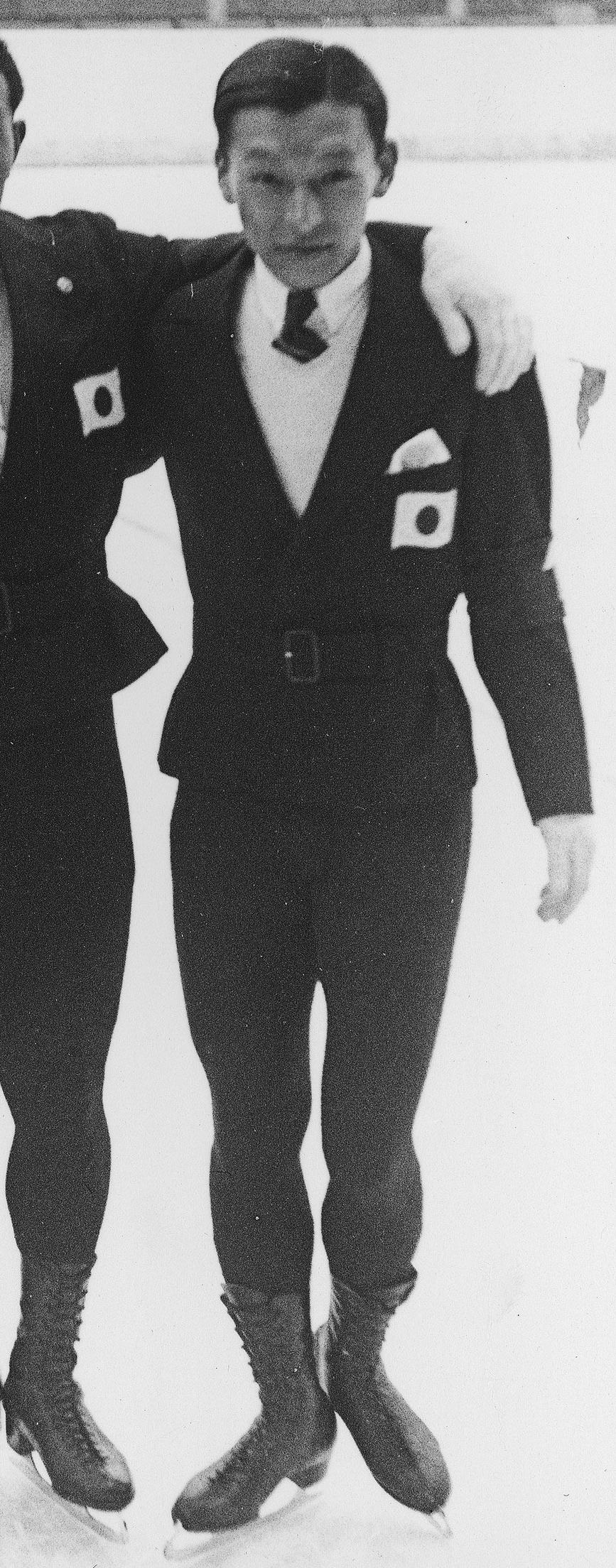
1936年

渡邊 善次郎（わたなべ ぜんじろう、1914年5月11日 - 1998年6月22日）は、日本の男性フィギュアスケート選手。1936年ガルミッシュ・パルテンキルヘンオリンピック男子シングル日本代表。慶應義塾大学経済学部卒業。

## 経歴
- 1933-1934年シーズンの第5回全日本フィギュアスケート選手権で2位となり、翌年の第6回大会では4位となった。
- 1935-1936年シーズン、ガルミッシュ・パルテンキルヘンオリンピック日本代表に選出され、同じく代表となった片山敏一、老松一吉、長谷川次男、稲田悦子ら4人とともに欧州遠征を行った。ベルリンで行われた1936年ヨーロッパフィギュアスケート選手権には渡辺のみ出場できなかったが、ガルミッシュパルテンキルヘンオリンピックには出場し、21位となった。同年フランスのパリで行われた世界フィギュアスケート選手権では16位。

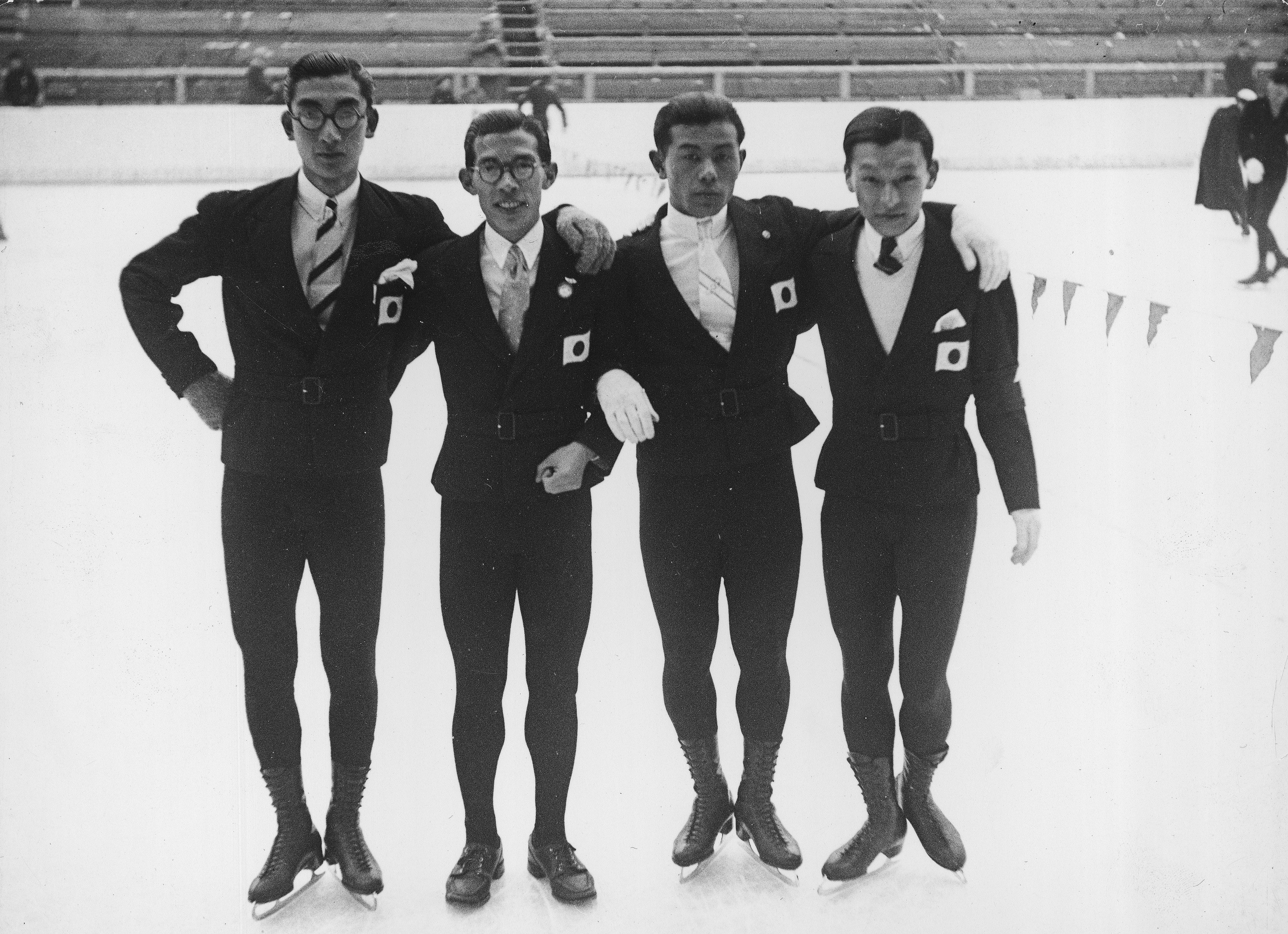
左から長谷川次男、老松一吉、片山敏一、渡辺善次郎。

## 主な戦績
| 大会/年      | 1933-34 | 1934-35 | 1935-36 | 1936-37 |
| ------------ | ------- | ------- | ------- | ------- |
| オリンピック |         |         | 21      |         |
| 世界選手権   |         |         | 16      |         |
| 全日本選手権 | 2       | 4       |         | 2       |